# Sophronica hirsutula
Sophronica hirsutula är en skalbaggsart som beskrevs av Stefan von Breuning 1954. Sophronica hirsutula ingår i släktet Sophronica och familjen långhorningar.
Artens utbredningsområde är Kenya. Inga underarter finns listade i Catalogue of Life.